# Aplastodiscus arildae
Espèce
Synonymes
- Hyla arildae Cruz & Peixoto, 1987 "1985"

Statut de conservation UICN

 LC  : Préoccupation mineure
Aplastodiscus arildae est une espèce d'amphibiens de la famille des Hylidae.

## Description

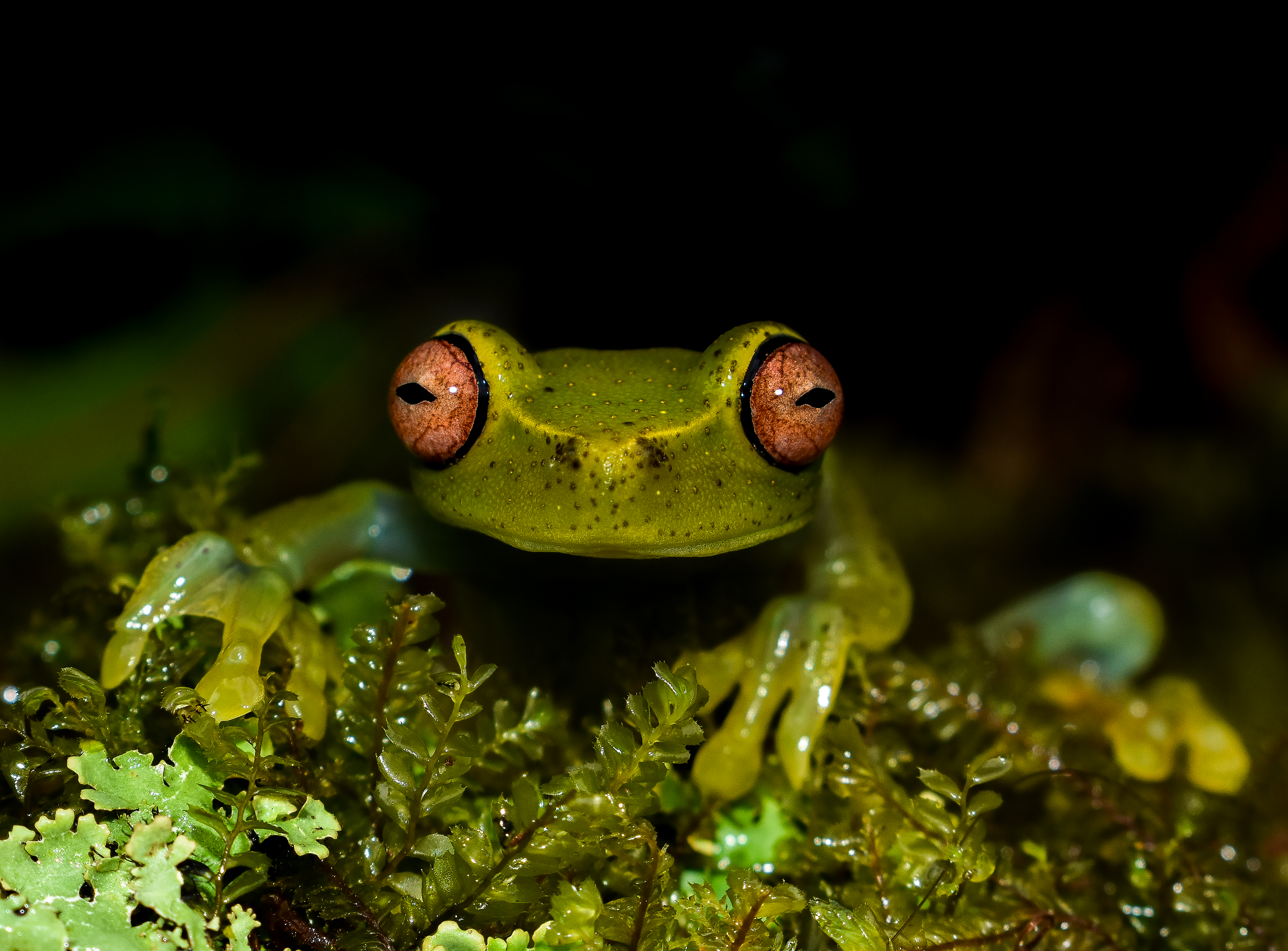
Aplastodiscus arildae dans le parc national du Caparaó (Brésil).

## Répartition et habitat
Cette espèce est endémique du Brésil. Elle se rencontre entre 800 à 1 500 m d'altitude dans la Serra do Mar, la Serra da Mantiqueira et la Serra do Espinhaço.
Elle vit dans la végétation près des cours d'eau dans les forêts primaires et secondaires.

## Étymologie
Cette espèce est nommée en l'honneur d'Arilda M. Gonçalves da Cruz, l'épouse de Carlos Alberto Gonçalves da Cruz.

## Publication originale
- Cruz & Peixoto, 1987 "1985" : Espécies verdes de Hyla : complexo albofrenata (Amphibia, Anura, Hylidae). Arquivos da Universidade Federal Rural do Rio de Janeiro, Rio de Janeiro, vol. 8, no 1/2, p. 59-70 (texte intégral).